# Zielona Góra
Zielona Góra [ʑɛˈlɔna ˈɡura] (fil) (tyska: Grünberg in Schlesien) är en stad i Lubusz vojvodskap i mellanvästra Polen med 119 069 invånare (2013). Staden är en av två huvudstäder i Lubusz vojvodskap; Zielona Góra är säte för vojvodskapets fullmäktige och styrelse, medan vojvodens säte är i Gorzów Wielkopolski. Kommunen är en stadskommun (Gmina miejska) som utgör ett självständigt storstadsdistrikt direkt under vojvodskapet, och har en areal på 58 km². Zielona Góra betyder på polska "grönt berg", precis som stadens tyska namn Grünberg.
Vid staden fanns sedan 1200-talet ett av de nordligaste vindistrikten i Europa, och i samband med industrialiseringen blev staden centrum för brytning av brunkol. Här fanns även en omfattande bryggeri- och textilindustri. 1742 tillföll staden Preussen tillsammans med större delen av Schlesien. Från 1815 var staden del av provinsen Schlesien i Preussen, från 1871 även del av Tyskland.  1945 när detta område övertogs av Polen enligt Potsdamöverenskommelsen ändrades stadens officiella namn till det nuvarande polska Zielona Góra. Sedan 2001 är staden universitetsstad.

## Historia
På platsen för det moderna Zielona Góra låg från 900-talet och framåt en slavisk bosättning, som låg intill en viktig handelsled i regionen. Under storhertigen Henrik I på 1200-talet finns källor som tyder på en befolkningsökning i bosättningen i samband med etableringen av ett fögderi. Staden blev under mitten av 1200-talet en del av hertigdömet Żagań i Schlesien. Omkring 1272 anlades en träborg nordväst om bosättningen.  1296 grundlade hertigen Henrik III av Głogów stadens domkyrka, Sankt Hedvigskatedralen, som idag är stadens äldsta byggnad.
I slutet av 1200-talet bosatte sig många tyska borgare i staden under Ostsiedlung-perioden. Den första källan som nämner Grünberg som stad är från 1302, då den redan hade en form av stadsrättigheter. 1323 fick staden nya stadsrättigheter enligt förlaga från Crossen an der Oder, en variant av Magdeburgrätten.
1472 förvärvades staden av Albrekt III av Sachsen-Meissen. Ett anfall mot staden 1477 från markgrevskapet Brandenburg slogs tillbaka. 1549 tillföll hertigdömet och staden kungariket Böhmen i Tysk-romerska riket. Staden konverterade till protestantismen under reformationen.
Trettioåriga kriget drabbade staden svårt, med plundring och förstörelse. Efter Westfaliska freden 1648 återinfördes katolicismen i staden av Habsburg-kejsarna. Staden blev också kraftigt germaniserad vid denna tid, och polsktalande hantverkare stängdes ute från stadens skråväsende.

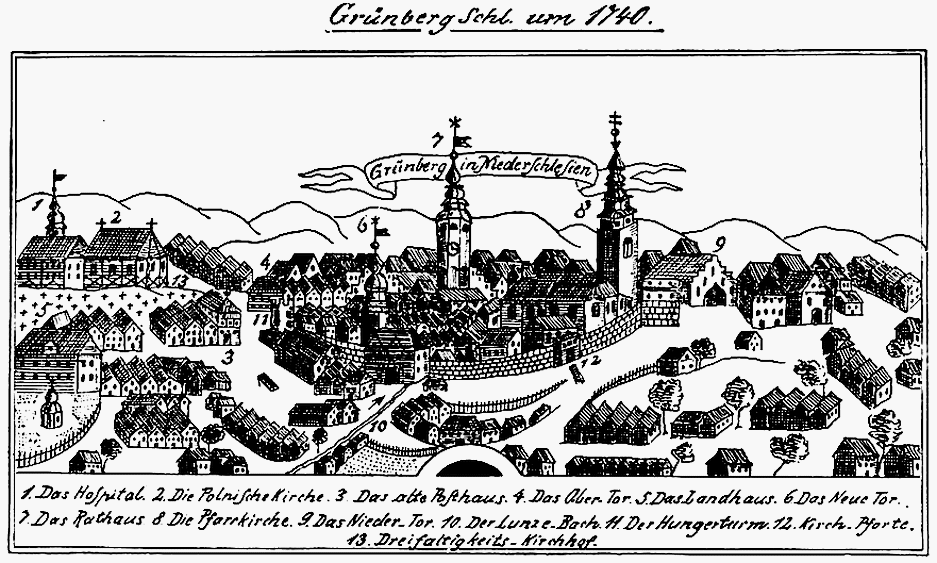
Avbildning av staden från 1740.

Genom freden i Breslau 1742 under Österrikiska tronföljdskriget tillföll staden Preussen, och protestantismen blev åter den dominerande religionen bland den tysktalande befolkningen, medan majoriteten av de polsktalande förblev katoliker. Under slutet av 1700-talet och början av 1800-talet hade staden en blomstrande textilindustri. 1871 anslöts staden till järnvägsnätet via järnvägen mot Guben och Glogau.
Staden intogs 1945 av Röda armén med endast mindre strider. Efter 1945 tillföll staden Polen enligt Potsdamöverenskommelsen och staden fick officiellt det polska namnet Zielona Góra, som är den polska formen av det tidigare tyska namnet Grünberg. Den tysktalande befolkningen tvångsförflyttades västerut och området återbefolkades med polsktalande flyktingar från gränsområdena mot Sovjetunionen. Sedan dess är stadens befolkning övervägande polsktalande katoliker. Stadens domkyrka är sedan 1992 en av två domkyrkor för Zielona Góra-Gorzóws katolska stift, vars huvudsäte ligger i Gorzów Wielkopolski.
2001 grundades stadens universitet, och staden har idag i tilltagande utsträckning karaktär av universitetsstad, med omkring 18 000 studenter.

## Kultur och sevärdheter

### Evenemang
I staden hålls årligen vinfestivalen Winobranie. 

### Idrott

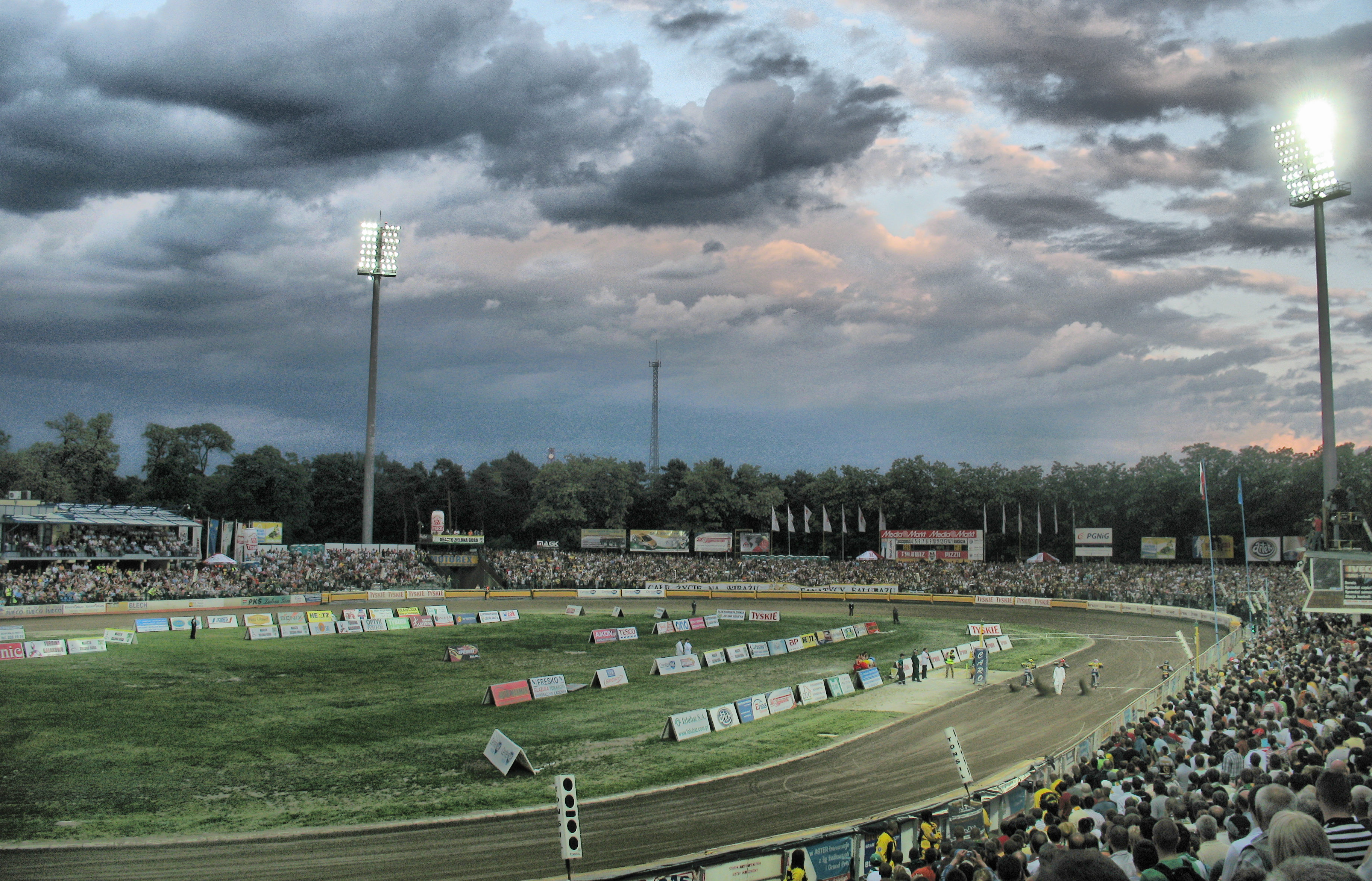
Speedwaystadion

Speedwaylaget ZKŻ Zielona Góra tillhör Polens topplag inom sporten och vann polska speedwaymästerskapet 2013.
Lag från staden har även haft stora framgångar inom basket och bordtennis. Basketlaget Stelmet Zielona Góra vann elitserien 2012/2013. Bordtennislaget ZKS Drzonków kom tvåa i polska elitserien säsongen 2012/2013 och har legat oavbrutet i elitserien sedan 1988.

## Näringsliv
Staden är centralort för ett av de nordligaste vindistrikten i Europa. Under kommunistregimen var vinodlingen i praktiken nedlagd, men sedan 1990-talet har man åter satsat på nya odlingar och att profilera regionen som vindistrikt, huvudsakligen med vita viner. Ett känt märke från trakten är Monte Verde. Idag förekommer dock ingen vintillverkning innanför stadens kommungräns.
Till de viktigaste företagen med huvudsäte i staden hör Falubaz SA, Lumel SA, Nordis, Novita, Zastal SA och Elektrociepłownia Zielona Góra SA.
Den brunkolsbrytning och gruvindustri som var en viktig näring i staden under 1800-talet och början av 1900-talet är idag helt nedlagd.

## Utbildning

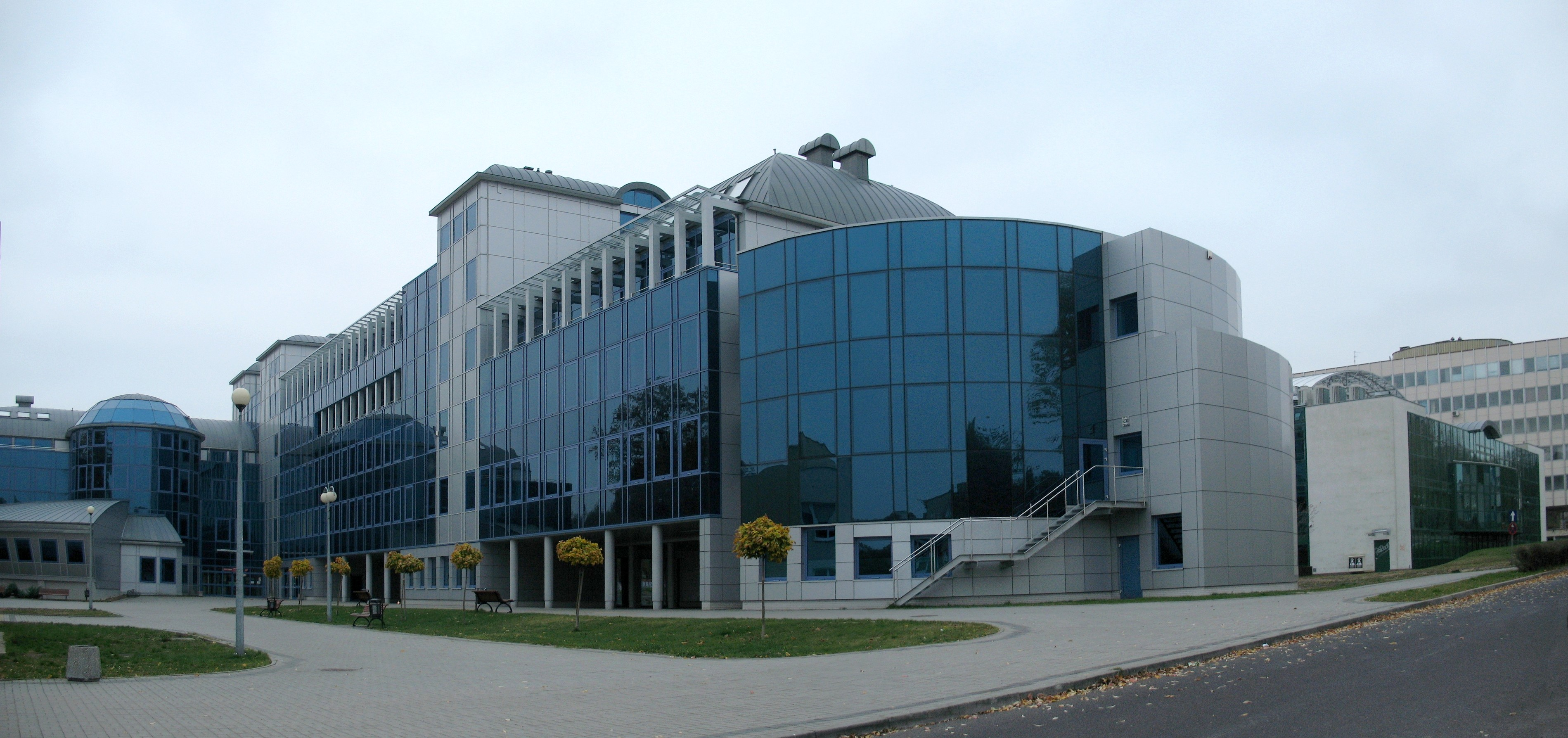
Universitetet, Campus A

Zielona Góras universitet, Uniwersytet Zielonogórski, är ett statligt universitet som är relativt nygrundat, 2001, och bildades genom en sammanslagning av stadens dåvarande tekniska och pedagogiska högskolor. Universitetet har omkring 1500 anställda och 18 000 studenter.

## Kommunikationer
Zielona Góra-Babimost flygplats är Polens elfte största flygplats och ligger vid en tidigare flygbas 35 km nordost om staden. Flygplatsen trafikeras av inrikesflyg till Gdańsk och Warszawa-Chopin.
Staden har en järnvägsstation på sträckan Wrocław - Szczecin, med en ytterligare linje västerut mot Żary. Förbindelsen mot Warszawa nås via Poznań.
Genom staden passerar de nationella vägarna DK 3/E65 (Świnoujście - Jakuszyce), DK 27 (Przewóz – Zielona Góra) och DK 32 (Gubin - Stęszew).

## Kända invånare
- Otto Julius Bierbaum (1865-1910), journalist och författare, även känd under pseudonymerna Martin Möbius och Simplicissimus.
- Lucjan Błaszczyk (född 1974), bordtennisspelare, flerfaldig polsk mästare i singel- och dubbelspel samt EM-medaljör i mix- och dubbelspel.
- Jürgen Colombo (född 1949), västtysk tävlingscyklist och OS-guldmedaljör 1972.
- Wilhelm Foerster (1832-1921), astronom.
- Franz Wilhelm av Preussen, (född 1943), entreprenör, barnbarnsbarn till kejsar Vilhelm II.
- Rudolf Haym (1821-1901), filosof och publicist.
- Adolf Eduard Marschner (1819-1853), kompositör.
- Karl Adolf Menzel (1784-1855), historiker.
- Bartholomäus Pitiscus (1561-1613), matematiker och teolog.
- Maryla Rodowicz (född 1945), sångerska.
- Abraham Scultetus (1566-1624), protestantisk teolog.
- Olga Tokarczuk (född 1962), psykolog och författare.

## Vänorter
- L'Aquila,  Italien, sedan 1996
- Bistrița,  Rumänien, sedan 2001
- Cottbus,  Tyskland, sedan 1990
- Verden,  Tyskland, sedan 1993
- Helmond,  Nederländerna, sedan 1993
- Ivano-Frankivsk,  Ukraina, sedan 2000
- Kraljevo,  Serbien, sedan 1974
- Nitra,  Slovakien, sedan 1992
- Troyes,  Frankrike, sedan 1970
- Wuxi,  Kina , sedan 2009